# Szechuanpeper

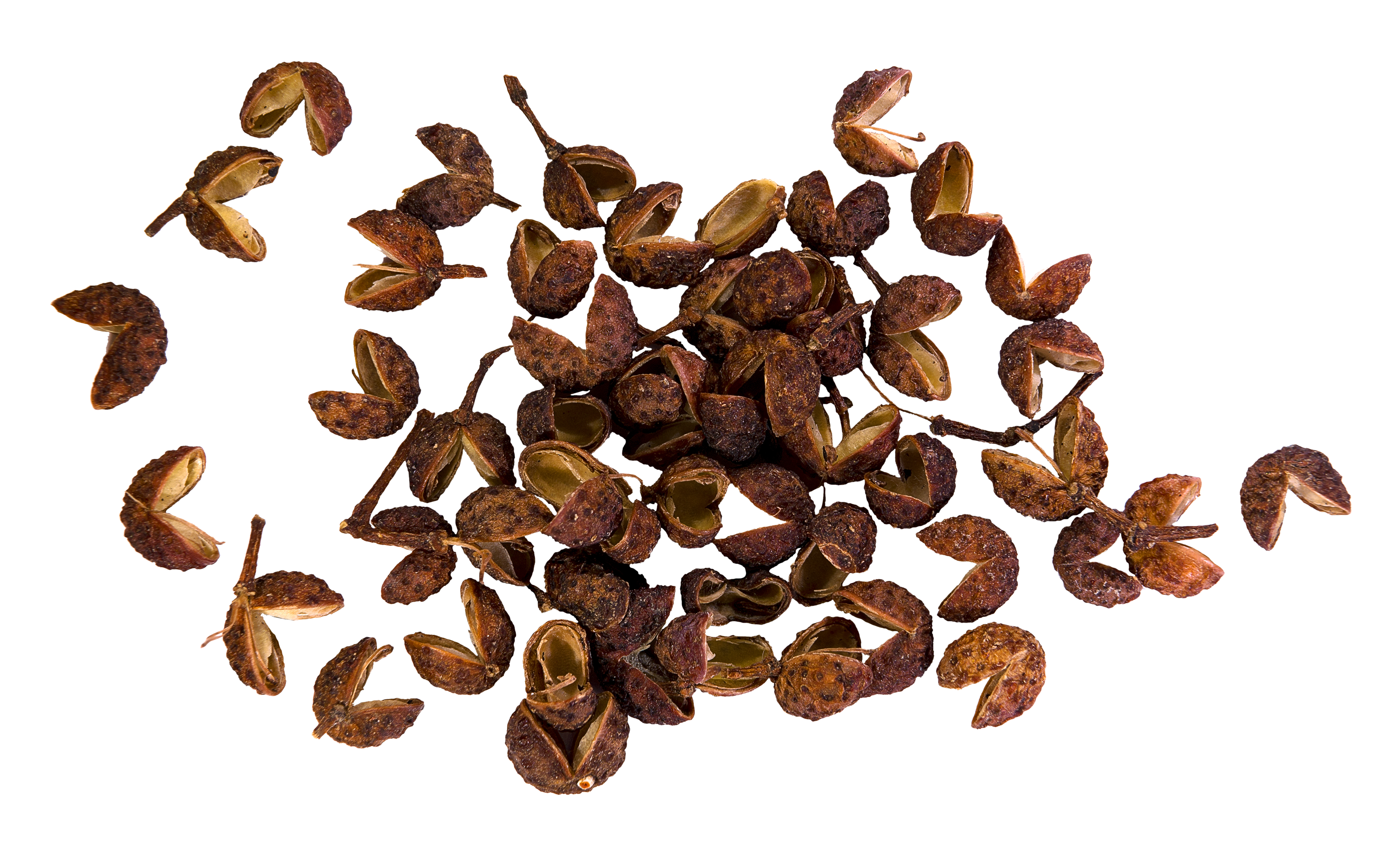
Szechuanpeper

Szechuanpeper is een specerij die gebruikt wordt in de Chinese keuken en in de keukens van Tibet, Bhutan, Nepal, Japan, Taiwan en de Konkani, een volk in India. Het is genoemd naar de Chinese provincie Sichuan, die bekend staat om haar pittige keuken.
De specerij is geen echte peper. Men gebruikt de gedroogde doosvruchten van een aantal verschillende soorten, zoals Zanthoxylum piperitum, Z. simulans, Z. sancho en Z. schinifolium. Deze soorten behoren tot de wijnruitfamilie (Rutaceae), waartoe ook de citrussen behoren. 
Szechuanpeper heeft een lichte citroensmaak en is niet zozeer pittig, maar creëert bij aanraking met de tong tijdelijk een tintelend, verdovend, effect. Szechuanpeper wordt vooral gebruikt bij visgerechten, maar ook bij kip, konijn of kalfsvlees en wordt ook toegepast in zoete gerechten. Een sambal van deze "peper" wordt vaak geserveerd bij babi pangang.